# ماريا بامفورد
ماريا إليزابيث شيلدون بامفورد (بالإنجليزية: Maria Bamford)‏ (ولدت في 3 سبتمبر 1970) ممثلة، ستاند آب كوميدي ومؤدية صوت أمريكية.

## نشأتها
ولدت ماريا بامفورد في 3 سبتمبر 1970 في قاعدة بورت هينيمي البحرية في بورت هينيمي بولاية كاليفورنيا.

## مشوارها الفني
بدأت مشوارها الفني عام 1998 حيث شاركت في عدد من أفلام منها:
- فيلم الحظيرة (2006)
- فيلم The Comedians of Comedy (2005)
- فيلم  Stuart Little 2 عام 2002
- فيلم Hell and Back (2015)

كما شاركت في العديد من مسلسلات منها الكوميديا:
- ليدي داينامايت Lady Dynamite S02
- مسلسل وقت المغامرة
- مسلسل بسبسبوبي
- مسلسل أسطورة كورا
- مسلسل  مزرعة المشاغبين.

## روابط خارجية
- الموقع الرسمي
- ماريا بامفورد على موقع IMDb (الإنجليزية)
- ماريا بامفورد على موقع روتن توميتوز (الإنجليزية)
- ماريا بامفورد على موقع ألو سيني (الفرنسية)
- ماريا بامفورد على موقع ميوزك برينز (الإنجليزية)
- ماريا بامفورد على موقع أول موفي (الإنجليزية)
- ماريا بامفورد على موقع قاعدة بيانات الأفلام السويدية (السويدية)
- ماريا بامفورد على موقع إن إن دي بي (الإنجليزية)
- ماريا بامفورد على موقع أول ميوزيك (الإنجليزية)
- ماريا بامفورد على موقع ديسكوغز (الإنجليزية)
- ماريا بامفورد على موقع قاعدة بيانات الفيلم (الإنجليزية)
- Maria Bamford at كوميدي سنترال